# Епархия Торреона
Епархия Торреона (лат. Dioecesis Torreonensis) — епархия Римско-католической церкви с центром в городе Торреон, Мексика. Епархия Торреона входит в митрополию Дуранго.

## История
19 июня 1957 года Римский папа Пий XII издал буллу «Qui hanc», которой учредил епархию Торреона, выделив её из Архиепархия Дуранго.

## Ординарии епархии
- епископ Fernando Romo Gutiérrez (1958–1990)
- епископ Luis Morales Reyes (1990–1999)
- епископ José Guadalupe Galván Galindo (2000 – по настоящее время)

## Источник
- Annuario Pontificio, Ватикан,  2007
- Булла Qui hanc, AAS 50 (1958), p. 188  (лат.)